# Böhlen (Sachsen)
Böhlen ist eine Stadt südlich von Leipzig im Landkreis Leipzig, Sachsen.

## Geographie
Böhlen liegt in der Leipziger Tieflandsbucht ca. 15 km südlich von Leipzig und 13 km nordwestlich von Borna. Böhlen wird von der Pleiße von Süd nach Nord durchflossen. Östlich des Stadtteils Großdeuben erstreckt sich das für den Hochwasserschutz des Flusses wichtige Rückhaltebecken Stöhna. Weiterhin wird die Stadt von verschiedenen stehenden Gewässern des Leipziger Neuseenlands umgeben, so unter anderem vom Störmthaler See im Nordosten, dem Hainer See im Südwesten und dem Zwenkauer See im Westen.

### Stadtgliederung
- Stadtteil Großdeuben (mit Debitzdeuben und Probstdeuben)
- Ortsteil Gaulis

Weiterhin gehören zu Böhlen die Fluren der durch den Braunkohleabbau Mitte des 20. Jahrhunderts devastierten Orte Zeschwitz (Tagebau Zwenkau), Stöhna, Zehmen, Großdeuben (Ostteil) (alle Tagebau Espenhain), Trachenau und Treppendorf (Tagebau Witznitz).

### Nachbargemeinden
Folgende Städte und Gemeinden grenzen an die Stadt Böhlen und gehören zum Landkreis Leipzig:
|         | Markkleeberg                                | Großpösna |
| Zwenkau | Kompassrose, die auf Nachbargemeinden zeigt | Rötha     |
|         | Neukieritzsch                               |           |

## Geschichte
Obwohl bereits im 7. Jahrhundert slawisch besiedelt, wurde Böhlen erst 1353 im Zusammenhang mit einem Rittersitz des Otto de Belen urkundlich erwähnt. Der Name stammt aus dem altsorbischen Wort Belina, dessen Stamm bely weiß, hell, glänzend bedeutet. Die Namensentwicklung verlief dann über Beln (1487), Belen (1517), Böhlen an der Hartha (1791, gemeint ist der Wald Harth) und Böhlen b. Zwenkau (1875) bis zum heutigen Böhlen bei Leipzig. (In Sachsen gibt es vier Orte mit dem Namen Böhlen: Bei Leipzig, bei Grimma, bei Riesa und bei Penig.)
1548 wurde erstmals über das Rittergut berichtet. Besitzer waren unter anderem die Familien Osterhausen, Brandenstein und Helldorff. Im 16. Jahrhundert entstand das Böhlener Herrenhaus, das sogenannte Schloss. Von 1540 stammen die ersten Aufzeichnungen zur alten Dorfkirche, die aber romanische Bauteile enthält. Der barocke Altar wurde vor der Reformation geschaffen (siehe Ausarbeitungen in der Altarplatte für Reliquien). Böhlen hatte wie das gesamte Land bis in die Neuzeit unter Kriegsfolgen und Seuchen zu leiden. Bei einer Pestepidemie während des Dreißigjährigen Krieges sollen im ganzen Dorf nur zwei Familien überlebt haben.
1842 bekam das Dorf einen Haltepunkt der Sächsisch-Bayerischen Eisenbahn, und 1879 wurde ein Schulbau mit fünf Klassenzimmern errichtet. Böhlen lag bis 1856 im kursächsischen bzw. königlich-sächsischen Amt Pegau. Ab 1856 gehörte der Ort zum Gerichtsamt Zwenkau und ab 1875 zur Amtshauptmannschaft Leipzig. Bis ins 20. Jahrhundert behielt Böhlen seinen dörflichen Charakter. Das Rittergut, Baumschulen-, Gärtnereibesitzer und die Böhlener Bauern belieferten das nahegelegene Leipzig mit ihren landwirtschaftlich erzeugten Produkten. 1902 entstand noch das neue Pächterhaus des Rittergutes, das aber seit 1928 bis heute als Rathaus genutzt wird. Das benachbarte Schloss wurde 1979 abgerissen.
Durch die in den 1920er Jahren aufkommende Braunkohlenindustrie mit einem Tagebauaufschluss wurde Böhlen zur Industriegemeinde. Arbeiterwohnungen wurden gebaut und die Infrastruktur erweitert. Die heutige Karl-Marx-Straße führte mitten durch den Hof des Rittergutes. 1924 ging mit dem Tagebau Böhlen der damals größte Tagebau der Welt in Betrieb. Böhlen hatte auch zu diesem Zeitpunkt die längste Förderbrücke der Welt und war Vorreiter in der Stromerzeugung.
Gegen Ende des Zweiten Weltkrieges wurde in Werksnähe ein Außenlager des KZ Buchenwald errichtet, dessen 800 Häftlinge und Kriegsgefangene in der Braunkohle-Benzin AG („Brabag“) Zwangsarbeit verrichten mussten. Im Gebiet des heutigen Werksgeländes der Sächsischen Olefinwerke GmbH vegetierte ein Teil der fast 5.000 Kriegsgefangenen und Zwangsarbeiter. Diese wurden in den kriegswichtigen Produktionen von Treibstoffen eingesetzt, da ein Großteil der deutschen Arbeitskräfte kriegsverpflichtet an die Front geschickt worden war und die Produktion weiterlaufen musste.
1944/1945 war Böhlen wegen der Nähe der kriegswichtigen Industrie schweren Luftangriffen ausgesetzt. Mit Kriegsende ging die Industrie des Ortes in sowjetischen Besitz über. 1952 wurde das Werk an die DDR rückübertragen. Es entstand durch Zusammenlegung von Werken (Kraftwerk, Kohlenverarbeitung und Benzinwerk) der Volkseigene Betrieb (VEB) Kombinat „Otto Grotewohl“ Böhlen, der nach der politischen Wende, seit 1995 Teil der Dow Olefinverbund im Konzern Dow Chemical wurde.
Im Jahr 1952 wurde das Kulturhaus Böhlen der Öffentlichkeit zur Nutzung übergeben.
Am 7. Oktober 1964 wurde Böhlen der Status einer Stadt verliehen.
| Ehemalige Gemeinde | Datum          | Anmerkung                                                                      |
| ------------------ | -------------- | ------------------------------------------------------------------------------ |
| Debitzdeuben       | vor 1880       | Eingemeindung nach Großdeuben                                                  |
| Gaulis             | 1. April 1935  | Eingemeindung nach Trachenau                                                   |
| Großdeuben         | 1. Juli 1997   |                                                                                |
| Probstdeuben       | 1. April 1934  | Eingemeindung nach Großdeuben                                                  |
| Stöhna             | 1. Januar 1960 | seit 1955 durch Braunkohlentagebau beseitigt                                   |
| Trachenau          | 1. Juli 1964   | 1962 bis 1965 durch Braunkohlentagebau beseitigt (außer Gaulis)                |
| Treppendorf        | 1. April 1935  | Eingemeindung nach Trachenau, 1962 bis 1965 durch Braunkohlentagebau beseitigt |
| Zehmen             | 1964           | Eingemeindung nach Großdeuben, seit 1957 durch Braunkohlentagebau beseitigt    |
| Zeschwitz          | 1. April 1942  | seit 1943 durch Braunkohlentagebau beseitigt                                   |

## Politik

### Stadtrat
Der Stadtrat setzt sich seit der Kommunalwahl am 9. Juni 2024 wie nebenstehend zusammen. Ergebnisse früherer Wahlen sind tabellarisch dargestellt.
| Liste                          | 2024   | 2024   | 2019   | 2019   | 2014   | 2014   |
| Liste                          | Sitze  | in %   | Sitze  | in %   | Sitze  | in %   |
| ------------------------------ | ------ | ------ | ------ | ------ | ------ | ------ |
| SPD                            | 7      | 38,3   | 5      | 24,9   | 6      | 31,2   |
| AfD                            | 4      | 26,1   | 4      | 22,4   | –      | –      |
| Wählervereinigung Böhlen e. V. | 3      | 14,8   | –      | –      | –      | –      |
| CDU                            | 2      | 9,7    | 4      | 21,5   | 6      | 33,5   |
| Linke                          | 1      | 6,4    | 3      | 16,1   | 6      | 31,9   |
| Grüne                          | 1      | 4,8    | 1      | 7,3    | –      | –      |
| FDP                            | –      | –      | 1      | 7,9    | –      | 3,4    |
| Wahlbeteiligung                | 63,3 % | 63,3 % | 56,2 % | 56,2 % | 40,7 % | 40,7 % |

### Bürgermeister
- 1970–1989: Inge Taddey (SED)
- 1986–1990: Maria Gangloff (SED)
- 1990–1991: Siegfried Wittmann
- 1991–2001: Rainer Krasselt (SPD)
- 2001–2015: Maria Gangloff (PDS, LINKE)
- seit 2015: Dietmar Berndt (parteilos)

| Wahl | Bürgermeister   | Vorschlag | Wahlergebnis (in %) |
| ---- | --------------- | --------- | ------------------- |
| 2022 | Dietmar Berndt  | Berndt    | 61,3                |
| 2015 | Dietmar Berndt  | SPD       | 56,0                |
| 2008 | Maria Gangloff  | Linke     | 98,1                |
| 2001 | Maria Gangloff  | PDS       | 56,4                |
| 1994 | Rainer Krasselt | SPD       | 77,1                |

### Städtepartnerschaften
Partnerschaften gibt es mit Aichwald in Baden-Württemberg und Vaulx-en-Velin in Frankreich.

## Verkehr

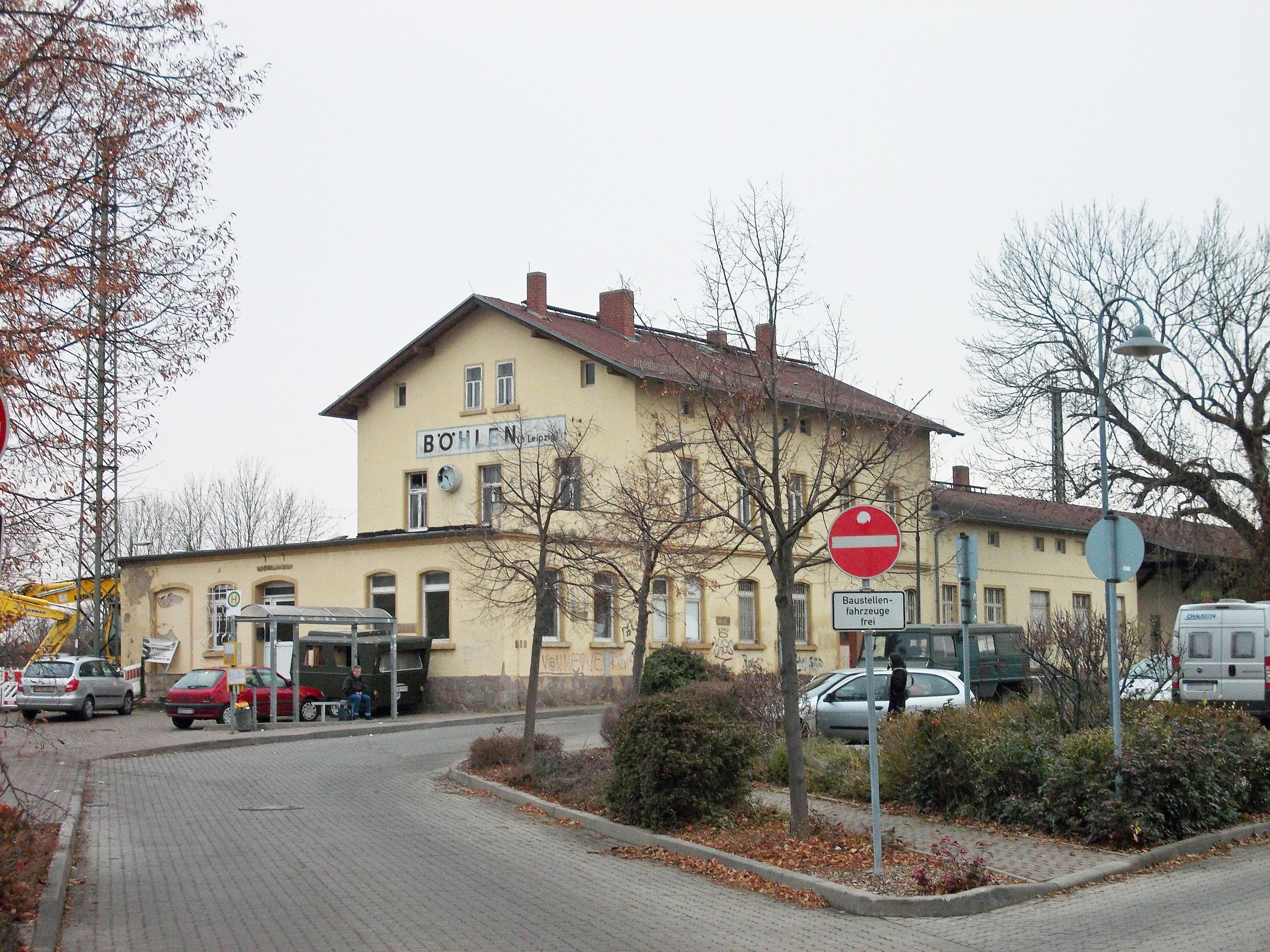
Bahnhof Böhlen (b Leipzig)

Die B 2 und die B 95 treffen im Böhlener Stadtteil Großdeuben aufeinander. Die A 9 ist ca. 35 km, die A 14 ist ca. 30 km und die A 38 nur ca. 5 km entfernt.
Die Stadt liegt im Gebiet des Mitteldeutschen Verkehrsverbundes (MDV); Böhlen liegt mit seinem Stadtteil Großdeuben, den Ortsteilen und den Städten Rötha und Zwenkau in der Tarifzone 152. Ein Anschluss an das Schienennetz besteht seit 1842. Der Bahnhof Böhlen liegt an der Bahnstrecke Leipzig–Hof, wo von Anfang an eine Haltestelle für Personen- und Güterverkehr existierte. 1858 wurde ein Stationsgebäude errichtet. 1878/79 wurden ein neues Stationsgebäude und ein Güterschuppen gebaut. 1911 war der Tunnel für den Personenverkehr fertig. 1913 wurde die von Böhlen abzweigende Bahnlinie nach Rötha/Espenhain in Betrieb genommen. Böhlen ist an das Netz der S-Bahn Mitteldeutschland angeschlossen. Es halten folgende Linien:
- S 5 (Halle (Saale) Hauptbahnhof–Flughafen Leipzig/Halle–Leipzig-Messe–City-Tunnel–Markkleeberg–Böhlen–Altenburg–Gößnitz–Crimmitschau–Werdau–Zwickau (Sachs) Hbf)
- S 5X (Halle (Saale) Hbf–Flughafen Leipzig/Halle–Leipzig-Messe–City-Tunnel–Markkleeberg–Böhlen–Altenburg–Gößnitz–Crimmitschau–Werdau–Zwickau (Sachs) Hbf) als Expresslinie, die nicht an allen Unterwegsstationen hält.
- S 6 (Leipzig Messe–City-Tunnel–Markkleeberg–Böhlen–Borna–Geithain)

Im Stadtgebiet Böhlen werden neben dem Bahnhof Böhlen noch der Haltepunkt Großdeuben von der S6 sowie der Haltepunkt Böhlen Werke von der S5 und S6 bedient.
In Böhlen halten die Busse der Linien 101, 122 und 144, die Böhlen mit den Nachbargemeinden verbinden, welche zumeist nicht an die Eisenbahn angeschlossen sind.
Der Flugplatz Böhlen besteht seit 1952. Er wurde in den 1970er Jahren wegen Republikfluchtgefahr durch die DDR-Behörden stillgelegt und erfuhr eine Renaissance 1990. Er liegt nordwestlich der Stadt nahe der Grenze zur Stadt Zwenkau.

## Schulen

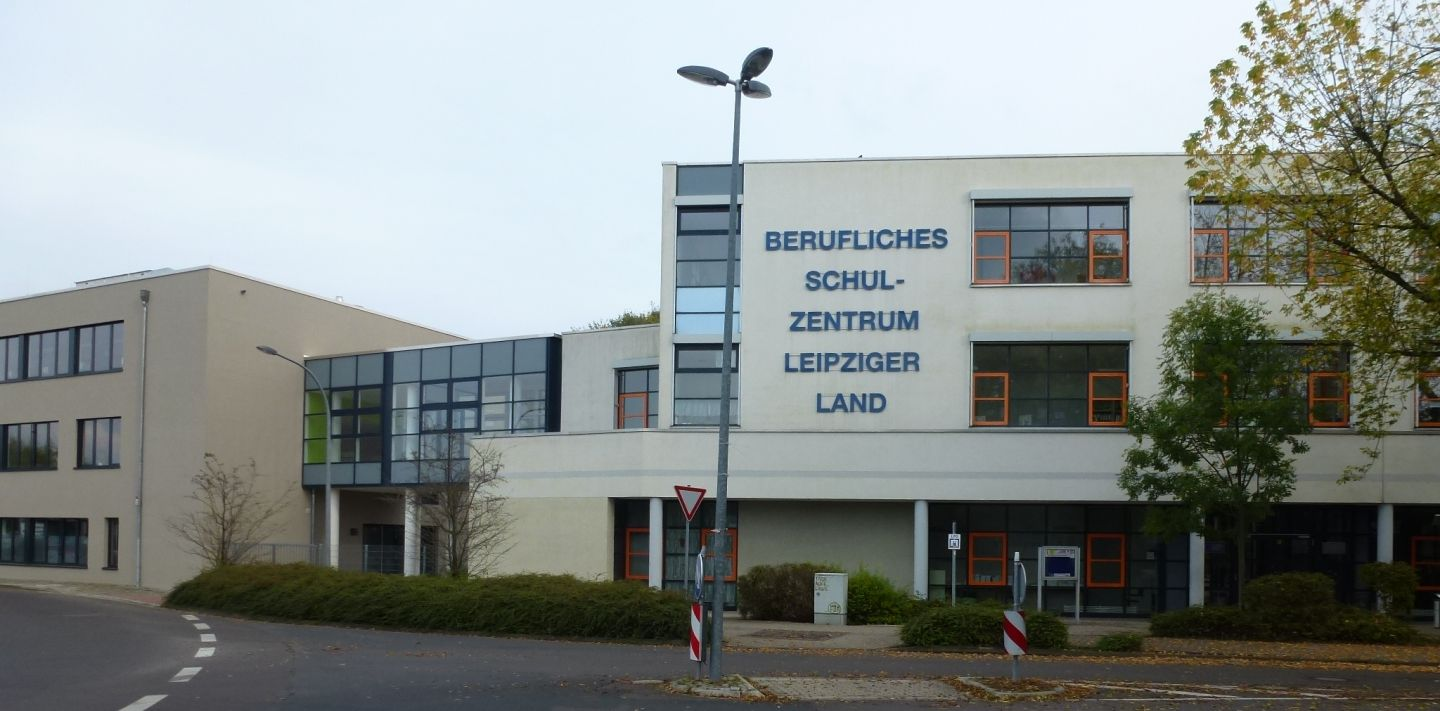
Berufliches Schulzentrum

1879 wurde erstmals der Bau einer neuen Schule erwähnt. 1899 erfolgte nördlich an dieser ein neuer Anbau. Auf Grund der Werkserweiterungen durch die Braunkohlenverarbeitung war 1926 ein Neubau in der Böhlener Lessingstraße erforderlich. 1931 wurde die Schule durch einen Anbau mit sechs Klassenzimmern erweitert. 1957 wurde auf dem Schulgelände ein Bau für ein Polytechnikum errichtet.
In Böhlen gibt es seit 1990 eine Grund- und eine Oberschule sowie das Berufliche Schulzentrum Leipziger Land, im Ortsteil Großdeuben außerdem eine Freie Christliche Schule. Das nächstgelegene Gymnasium befindet sich in Zwenkau.

## Kirchen

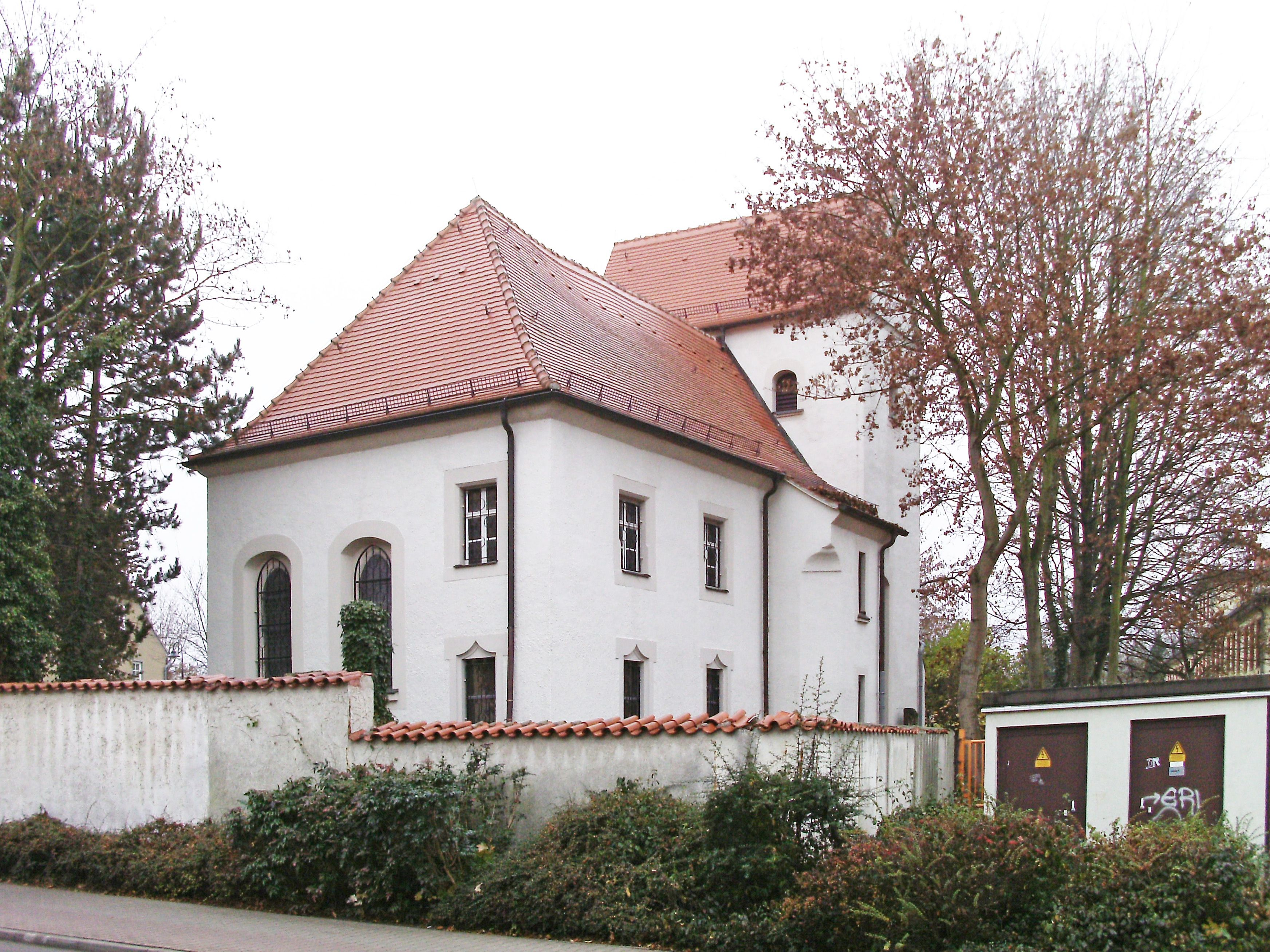
St.-Christophorus-Kirche

Die Kirche der evangelischen Kirchgemeinde Böhlen ist die St.-Christophorus-Kirche. Der Bau mit seinem Ursprung wahrscheinlich im 12. Jahrhundert und seiner Ersterwähnung 1540 ist ein Saalbau mit gerade schlossenem Chor und einem breiten Westturm. Die Fundamente sind romanischen Ursprungs, während die Fensterformen aus späteren Umbauten resultieren. Ein aus Sandstein hergestellter Taufstein stammt von 1613. Die Orgel wurde 1794 von den Brüdern Donati aus Altenburg gebaut. Sakristei und Eingangsvorbau sind von 1904. Aus der Kirche des wegen der Böhlener Tagebauerweiterung 1943 devastierten Nachbardorfes Zeschwitz stammen zwölf spätgotische Heiligenfiguren und zwei der drei Glocken. Im Jahr 2006 wurde die Kirche umfassend saniert.

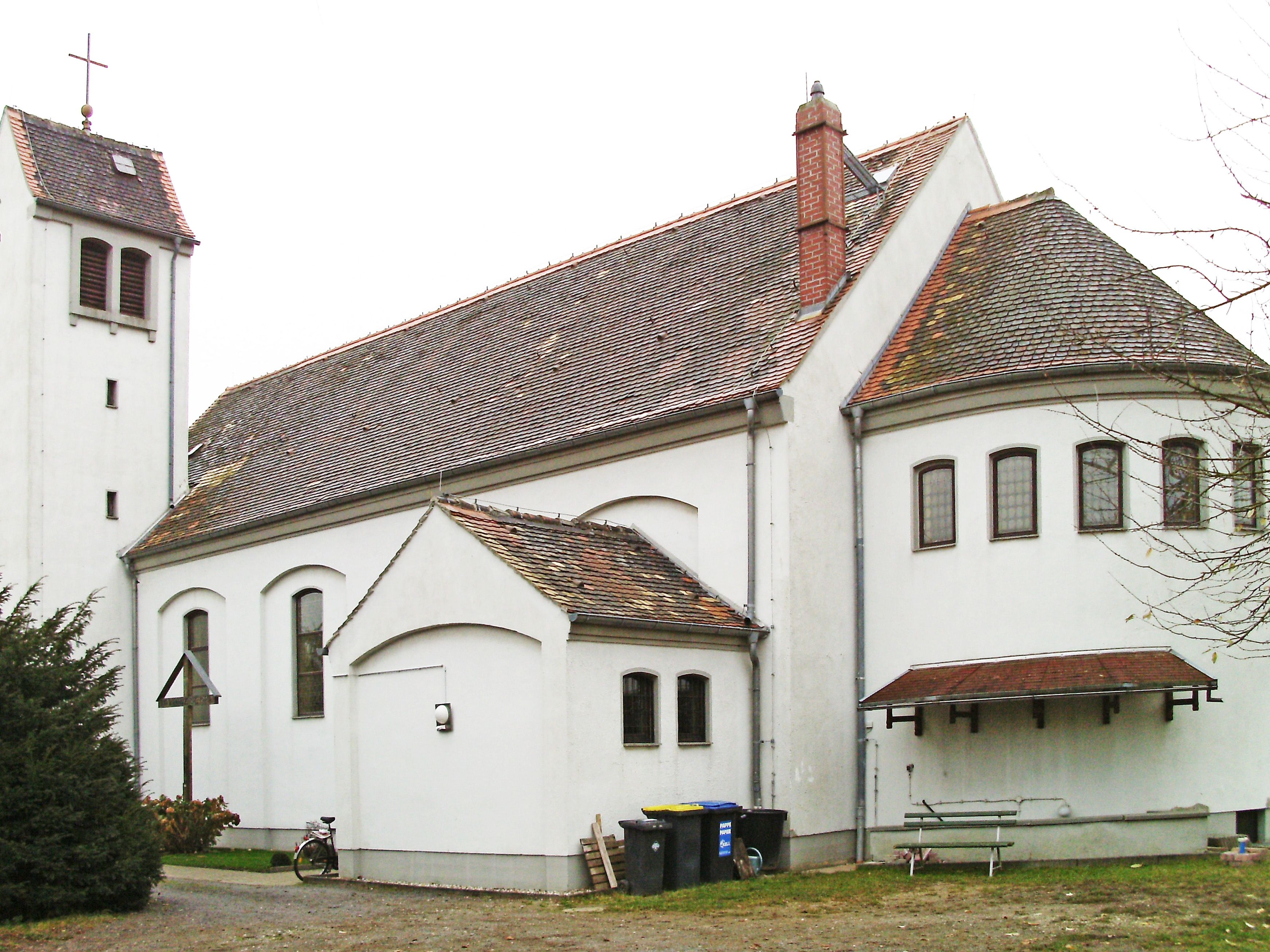
Kirche Christus König

Die Kirche Christus König der katholischen Kirchgemeinde wurde in den Jahren 1953/1954 aus Abbruchmauersteinen der umliegenden durch den Kohlenabbau devastierten Orte in Eigeninitiative erbaut. Sie ist ein Saalbau mit rundem Chor und einem asymmetrisch stehenden Glockenturm. Ein Gemeindehaus wurde im November 2000 eingeweiht. Sie wird von der katholischen Pfarrei St. Bonifatius Leipzig-Süd betreut, welche 2019 neugegründet wurde.

## Kultur

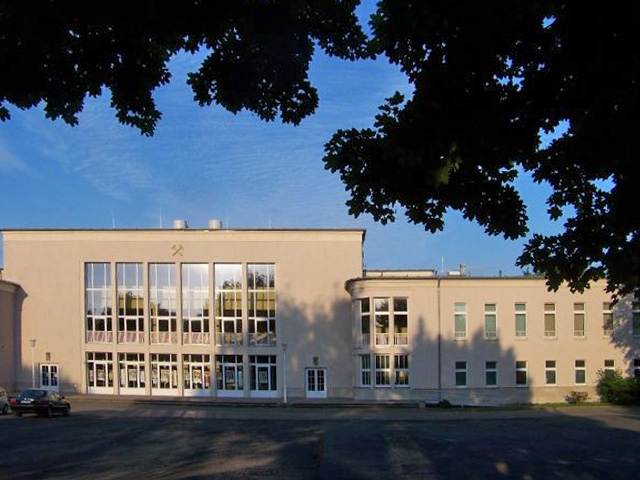
Kulturhaus

- Böhlen ist die Trägergemeinde des Leipziger Symphonieorchesters (LSO).
- Das Kulturhaus Böhlen ist Sitz des Leipziger Symphonieorchesters, Unterrichtsort der Musikschule Leipziger Land, Sitz des Kulturvereins Böhlen e. V., in dem seit 1991 verschiedene Gruppen und Zirkel tätig sind, Sitz des Kammerchors Böhlen und als Kulturzentrum ein Ort für Veranstaltungen und Feiern.

## Sport
Durch das nahegelegene Braunkohlenverarbeitungswerk Böhlen bildeten sich nach dem Zweiten Weltkrieg in Betriebssportgemeinschaften (BSG) mehrere Sparten des Sports heraus. Die BSG Chemie Böhlen (heute SV Chemie Böhlen) spielte von 1977 bis 1979, 1980/81 und 1982/83 in der DDR-Fußball-Oberliga. Bekanntester Spieler war Klaus Havenstein, der 1977/78 mit 15 Treffern Torschützenkönig wurde. In dieser Saison gelang mit einem 1:0 gegen den Vizemeister 1. FC Magdeburg auch der vielleicht größte Erfolg in einem einzelnen Spiel.

## Sehenswürdigkeiten

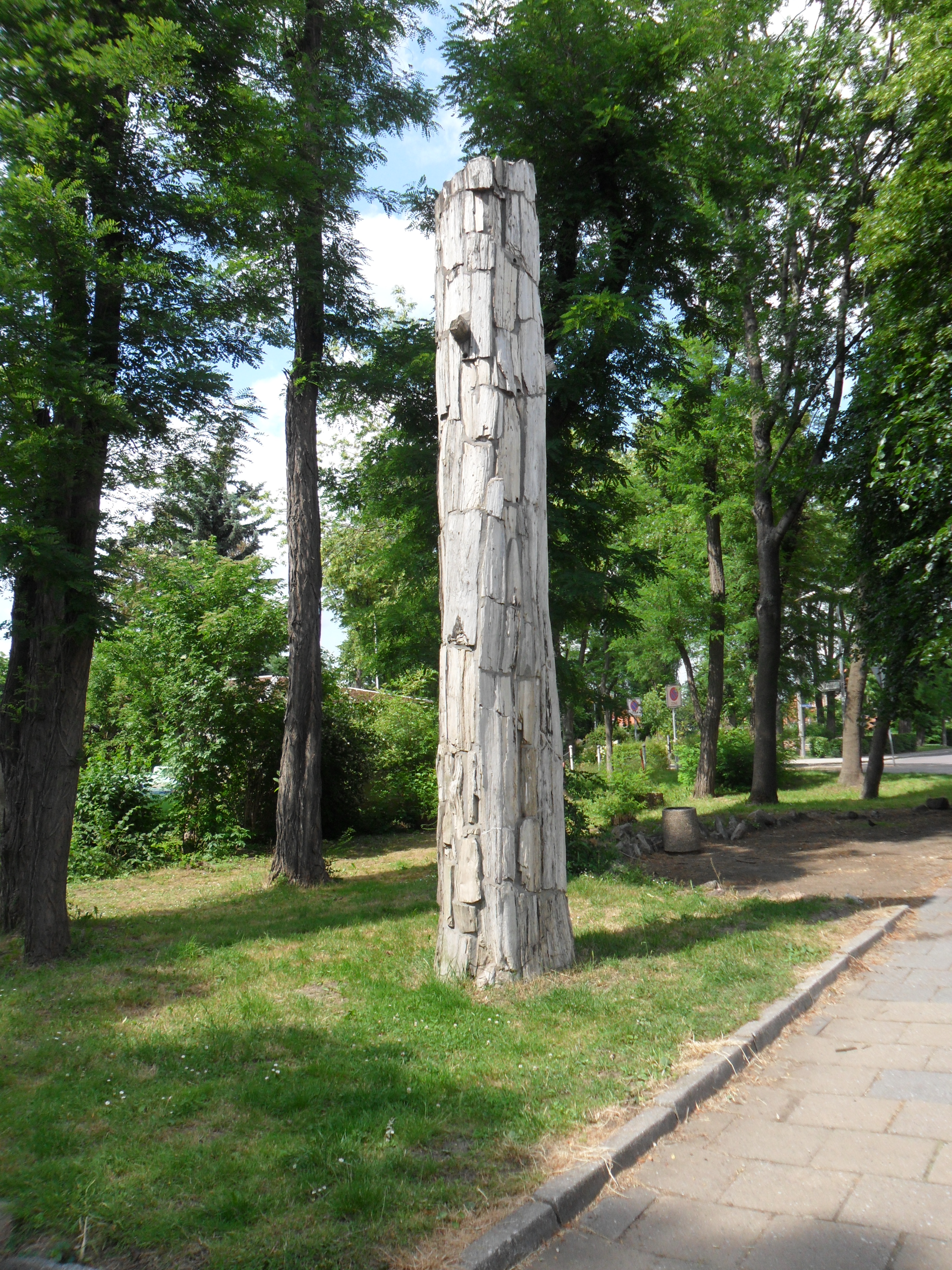
Versteinerte Zeder

- siehe auch: Liste der Kulturdenkmale in Böhlen
- Rathaus (erbaut 1902 als Pächterhaus des Rittergutes, seit 1. Januar 1928 wird es als Rathaus genutzt)
- Kulturhaus (erbaut 1951–1952, zu seiner Zeit das größte Kulturhaus im Bezirk Leipzig, Großer Saal mit 765 Plätzen[15])
- Kugelhaus („Vierundzwanzigfamilienhaus“, erbaut um 1928 nach Abriss der Rittergutstallungen und -scheunen)
- Evangelische Christophorus-Kirche (Erstnennung 1540 und somit ältestes Gebäude des Ortes, 1794 wurde die Donatiorgel eingebaut)
- Stadtzentrum mit versteinerter Zeder
- Barocke Katharinenkirche in Großdeuben (mit einer Friederici-Orgel)
- Herrenhaus und Torhaus mit Parkanlage in Großdeuben
- Gründerzeit- und Jugendstilvillen in Großdeuben
- Leipziger Neuseenland
- Pleißeauenlandschaft

## Gedenkstätten
- Gedenkstein vor dem Rathaus zur Erinnerung an die Opfer von Zwangsarbeit
- Kriegsgräberstätte mit Gedenkanlage für umgekommene Kriegsgefangene sowie Frauen und Männer mehrerer Nationen, die während des Zweiten Weltkrieges nach Deutschland verschleppt und Opfer von Zwangsarbeit wurden
- Gedenkanlage vor dem Werksgelände ehemals Pulgar mit Gedenksteinen für niederländische KZ-Häftlinge, für 28 namentlich bekannte Zwangsarbeiter aus Italien und Polen und weitere Unbekannte, sowie für 152 namentlich bekannte und 84 unbekannte sowjetische Bürger als Opfer von Zwangsarbeit

## Ansässige Unternehmen

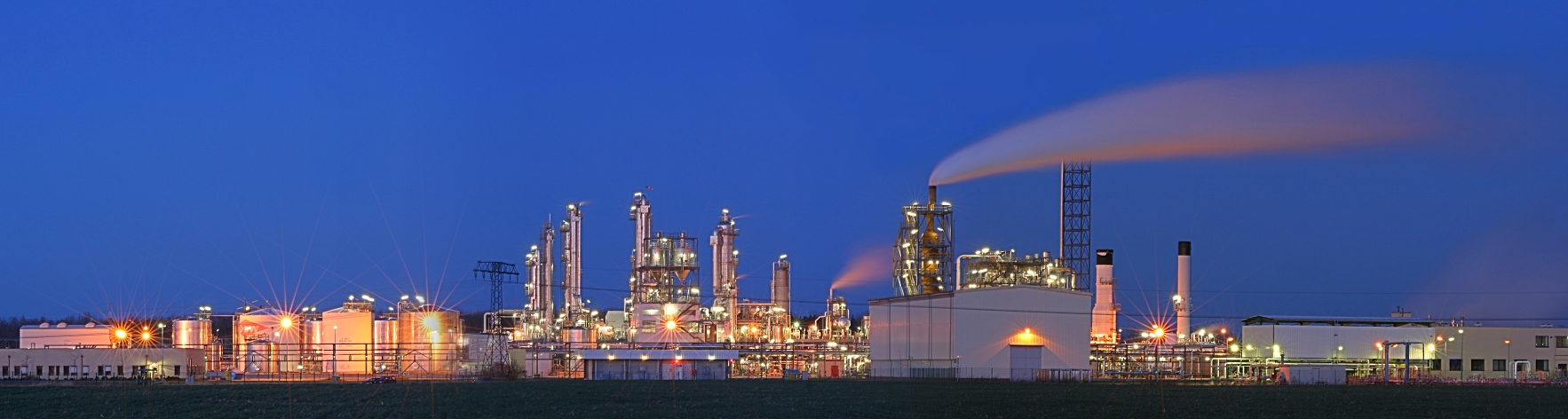
Dow Chemical

Die wichtigsten Industriebetriebe in Böhlen sind das zum größeren Teil in der Gemeinde Neukieritzsch befindliche Kraftwerk Lippendorf (auf dem Gelände des alten Kraftwerkes Böhlen), Air Liquide mit Technischen Gasen und das Chemiewerk Böhlen der Erdölverarbeitung Dow Chemical.

## Persönlichkeiten
- Heinrich Dodel – ehemaliger Aufsichtsratsvorsitzender der Leipziger Bank – versuchte durch den Bau des Fortunaparks und von Villen 1902 die Hochfinanz in Böhlen anzusiedeln.
- Adolf Seifert (1868–1934), Präparator
- Walter Eugen Grimmer (1878–1944), Lebensmittelchemiker und Hochschullehrer
- Friedrich Rötschke (1891–1969), Architekt, entwarf die Schule 1926; das Cafe Kirbach (jetzt Sparkasse) 1928 und das Friedhofsgebäude 1929.
- Reinhard Blechert (* 1947), Schwimmer und Olympiateilnehmer